# Венецианский мавр (новелла)
«Венецианский мавр» (итал. Un Capitano Moro) — новелла итальянского писателя Чинцио Джиральди из сборника «Экатоммити» («Сто рассказов»), опубликованного в 1565 году. Известна в первую очередь как источник сюжетного материала для трагедии Уильяма Шекспира «Отелло» (1604).

## Содержание
Главный герой новеллы — Мавр, офицер на венецианской службе, который женится на итальянке Дисдемоне. Он отправляется в качестве наместника на Кипр, где против него начинает строить козни Прапорщик, отвергнутый Дисдемоной. Пользуясь полным доверием Мавра, Прапорщик убеждает его, что его жена состоит в любовной связи с Капитаном. Тот приказывает Прапорщику убить и Капитана, и Дисдемону. Капитану удаётся спастись. Позже Прапорщик выходит из милости у Мавра и поэтому решает ему отомстить. Он возвращается в Венецию и заявляет, что Мавр организовал и убийство жены, и нападание на Капитана, но умалчивает о своей роли. Мавр выдерживает пытки, его приговаривают к пожизненному изгнанию, а позже он погибает от рук родственников Дисдемоны.
Впоследствии Прапорщик пытается оклеветать одного из своих сослуживцев. Поскольку тот не сознаётся, Прапорщика подвергают пыткам, от которых он умирает.

## Судьба текста
Сборник «Экатоммити» увидел свет в 1565 году и имел большой успех в Италии и в других странах. Английский драматург Уильям Шекспир почерпнул из «Венецианского мавра» сюжет для своей трагедии «Отелло», поставленной на сцене в 1604 году. При этом остаётся неясным, как он познакомился с текстом: новелла была переведена на английский позже, а итальянского Шекспир не знал. Исследователи допускают вероятность того, что драматург прочёл один из ранних переводов «Венецианского мавра», оставшихся по какой-то причине неопубликованными, либо что его источником стала неизвестная пьеса, восходившая напрямую к новелле.
Шекспир воспроизвёл сюжет «Венецианского мавра» в большинстве подробностей, развив и углубив характеры. Мавр получил имя Отелло, Прапорщик — Яго, Капитан — Кассио, Дисдемона стала Дездемоной. При этом жена Прапорщика/Яго, получившая имя Эмилия, стала участницей истории с платком Дездемоны, иначе описано убийство последней: её не забивает насмерть чулком с песком Яго, а душит и, по одной из версий, закалывает муж.
Исследователи констатируют, что при сюжетной близости новелла Джиральди и пьеса Шекспира несоизмеримы с идейной и эстетической точек зрения: итальянский писатель создал морализаторское повествование об опасности неравных браков, тогда как у Шекспира речь идёт о столкновении светлого и тёмного начал.

## Издания на русском языке
- Зарубежная литература. Эпоха Возрождения. М: Просвещение, 1976. С. 135—145.
- Итальянская новелла Возрождения. М., 1964.